# اورگانووا
اورگانووا (انگلیسی: Organovo) شرکت داروسازی آمریکایی است، که در سال ۲۰۰۷ تأسیس شد.